# Сянь-ван
Сянь-ван (кит. трад.: 顯王; піньїнь: Xiǎn) — 23-й ван Східної Чжоу, син Ань-вана.

## Правління
За свого правління Сянь-ван надсилав дарунки до багатьох сусідніх феодальних держав, що формально були його васалами, зокрема до Цінь і Чу. У пізній період його царювання, його васали оголосили себе незалежними володарями та припинли визнавати владу Сянь-вана навіть як номінального правителя.